# 南大岳镇
南大岳镇，是中华人民共和国河北省石家庄市新乐市下辖的一个乡镇级行政单位。

## 行政区划
南大岳镇下辖以下地区：
南大岳村、北大岳村、安庄村、安庄铺村、北李家庄村、相家庄村、沙井村和青村。